# Гипертензия беременных
Гипертензи́я беременных — это развитие артериальной гипертензии у беременных после 20-недельного срока беременности.
Гипертензия может также возникнуть ранее 20-недельного срока, если беременность является многоплодной или произошел пузырный занос.

## Условия
Выделяют следующие гипертензивные состояния при беременности:
- Гипертензия беременных — изолированное преходящее повышение артериального давления свыше 140/90 мм рт. ст.;
- Преэклампсия — сочетание гипертензии беременных с протеинурией (более 300 мг белка в 24-часовом образце мочи). Тяжелой преэклампсией считается при давлении более 160/110 мм рт. ст. и сопровождается головной болью, головокружением, тошнотой, зрительными расстройствами (мушки перед глазами);
- Хроническая артериальная гипертензия, появившаяся до наступления беременности;
- Преэклампсия в сочетании с хронической артериальной гипертензией.[1]

## Факторы риска
- Преэклампсия в семейном анамнезе
- Наличие гипертензии до беременности
- Нефропатия
- Сахарный диабет
- Ожирение
- Многоплодная беременность
- Возраст свыше 35 лет
- Беременность в подростковом возрасте
- Принадлежность к негроидной расе